# Taxi au Royaume-Uni
 (mai 2019).
Si vous disposez d'ouvrages ou d'articles de référence ou si vous connaissez des sites web de qualité traitant du thème abordé ici, merci de compléter l'article en donnant les références utiles à sa vérifiabilité et en les liant à la section « Notes et références ».
Il existe plusieurs types de taxis au Royaume-Uni, avec des réglementations différentes selon les villes. En 2015, il y avait environ 298 000 chauffeurs agréés, dont 164 000 disposant d'une licence de type VTC, 62 000 disposant d'une licence de taxi et 72 000 disposant de double-licences.

## Véhicules

### Hackney

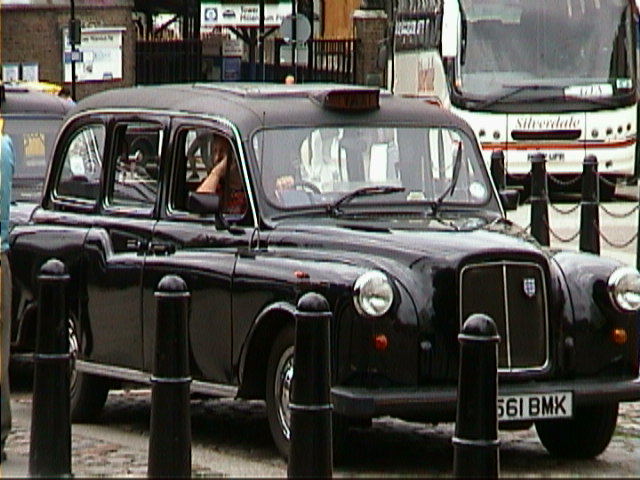
Une hackney noire à Londres.

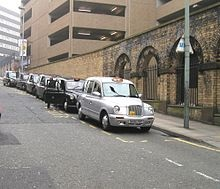
Une hackney grise, ou cab, à Liverpool.

Les « Hackneys (en) » agréés ne peuvent pas prendre de passagers avec pré-réservation. Les «  Black Cabs » (taxis noirs) traditionnels de Londres sont des véhicules spécialement conçus pour être conformes aux normes des taxis de la ville de Londres. Les chauffeurs de taxi londoniens ont un permis spécial et doivent avoir réussi une formation approfondie intitulée « The Knowledge » (la connaissance). Contrairement à beaucoup d'autres villes, le nombre de chauffeurs de taxi à Londres est illimité. Pendant de nombreuses années, des véhicules attitrés ont été utilisés, mais à partir de 2008 environ, des véhicules de type « transport de personnes» ont également été utilisés.
Il y a eu de nombreux modèles au fil des ans. L'espace à côté du siège du conducteur peut être utilisé pour les bagages, bien qu’il y en ait aussi beaucoup de prévu à cet effet dans le compartiment passager. Pour une meilleure maniabilité, le rayon de braquage est plus petit que les autres véhicules de taille similaire. Les sièges de la cabine accueillent trois personnes sur la banquette arrière, et deux autres en arrière-face sur des strapontins. Il y a une bonne marge de sécurité pour faciliter l'entrée et la sortie du véhicule. Une rampe d'accès pour les personnes handicapées est également montée.

### Minicabs

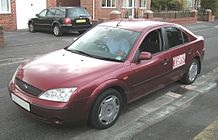
Une minicab portant le nom et le numéro de téléphone du transporteur sur son étiquette.

À Londres, le terme « minicab » est utilisé pour désigner une voiture de location privée avec chauffeur. Ce type de taxi est utilisé dans tout le reste du Royaume-Uni. C'est une voiture avec un chauffeur disponible uniquement sur pré-réservation. Ils ont commencé à fonctionner dans les années 1960 en concurrence avec les London Cab après une faille repérée dans la loi (bien qu’il soit possible dans certaines régions de détenir un double permis hackney/minicab).
Depuis 2001, les minicabs ont été règlementés à Londres et la plupart des autres localités. À Londres, c'est le même organisme qui réglemente les taxis et les chauffeurs de minicabs mais ces derniers n'ont pas à passer le « Knowledge », seulement un test topographique afin d'obtenir un permis de minicab. Tous les véhicules disponibles à la location par des conducteurs de minicabs de Londres doivent détenir une licence LTPH (London Taxi and Private Hire) montrant qu'ils sont techniquement conformes. Cette licence est mise à jour deux fois par an lors d'un contrôle technique (appelé « MOT test ») auprès d'un garage agréé. Les nouveaux candidats doivent envoyer leur certificat de compétence topographique avec leur demande à la Section des Permis PHV (Private Hire Vehicle) du LTPH.
À Londres, l'entreprise Uber est assujettie aux réglementations sur les minicabs.

## À Londres
En 1972, il y avait 10 100 taxis à Londres. En 2015, 22 500 taxis sont enregistrés. C'est le maximum enregistré en date de 2024 ou le nombre a chuté à 14 800.

### Bref historique
Entre 1896 et 1899, une petite flotte de taxis électriques, les London Electrical Cab, est en activitée.

### Formation des chauffeurs de Black Cabs
Avant d'être attitré « chauffeur de taxi » les étudiants doivent apprendre par cœur toutes les rues et avenues de la ville de Londres. À cette fin, certains quadrillent la ville en scooter. L'examen consiste en partie à conduire l'examinateur là ou il décide d'aller, et cela sans GPS.